# Juan Pablo Ocegueda
Juan Pablo Ocegueda de Alba o Juan Pablo Ocegueda (13 de julio de 1993, Riverside, California, Estados Unidos) es un futbolista estadounidense de padres mexicanos que juega como lateral izquierdo en el Orange County SC de la USL.

## Biografía
Ocegueda nació en Riverside, California, Estados Unidos, de padres mexicanos, posee doble nacionalidad. Inició en un equipo filial de Tigres UANL en California, el West Coast California, y es así como el técnico de las categorías inferiores (más bien Sub-20) Dennis Te Kloese lo llamó a formar parte del equipo nicolaita, y es así que en el 2011, específicamente el 23 de marzo, debutó en un partido amistoso contra el FC Dallas, aunque oficialmente no lo ha hecho.

## Trayectoria
Ocegueda inició su carrera en el West Coast California, un equipo filial de los Tigres UANL en California en el año del 2008. Con tan solo 6 meses de estar en el West Coast, fue llamado al equipo filial Sub-20 de los Tigres, dirigido por Dennis Te Kloese permaneciendo en Nuevo León hasta el 2011 cuando fue cuando Dennis Te Kloese lo recomendó a Ricardo Ferretti y éste aceptó, convocándolo al primer equipo, y así debutando el 23 de marzo del 2011, en un partido amistoso contra el FC Dallas, por la Fecha FIFA y correspondiente al torneo Rio Grande Plate.

## Selección de Estados Unidos

### Selecciones juveniles
Ocegueda fue llamado por primera vez a la selección sub-20 de los Estados Unidos para participar del torneo clasificatorio a la Copa Mundial de Fútbol sub-20 de 2013.
En junio de 2013, fue incluido en la lista de 21 jugadores que representarán a Estados Unidos en la Copa Mundial de Fútbol Sub-20 en Turquía en ese mismo mes. El 21 de ese mes debutó como titular en el partido inaugural de su selección ante España.
Luego de fichar con el Chivas de Guadalajara, todo indicaba que Ocegueda había renunciado a la posibilidad de volver a ser llamado a participar con la selección estadounidense en ninguno de sus niveles debido a las políticas internas del club mexicano. No obstante, en abril de 2014, Ocegueda fue incluido en la primera convocatoria de la recientemente creada selección sub-21 de los Estados Unidos para un campamento de entrenamiento en California que servirá para comenzar a sentar las bases del equipo sub-23 que competirá en las eliminatorias a los Juegos Olímpicos de Río de Janeiro de 2016.

### Participaciones en Copas del Mundo
| Mundial                  | Sede    | Resultado      | PJ | G |
| ------------------------ | ------- | -------------- | -- | - |
| Copa Mundial Sub-20 2013 | Turquía | Fase de grupos | 3  | 0 |

## Clubes
| Club                | País           | Año             | Goles |
| ------------------- | -------------- | --------------- | ----- |
| Tigres UANL         | México         | 2011 - 2014     | 0     |
| Alebrijes de Oaxaca | México         | 2014 - 2017     | 0     |
| Orange County SC    | Estados Unidos | 2017 - Presente | 0     |

## Palmarés
| Título        | Club        | País   | Año  |
| ------------- | ----------- | ------ | ---- |
| Torneo Sub-20 | Tigres UANL | México | 2009 |
| Torneo Sub-20 | Tigres UANL | México | 2010 |